# 薄荷綠
薄荷綠，是一種顏色（英語：Spring green），是绿色顏色之一，是绿带藍的色彩。
三原色光模式RGB值為（22,152,43）、印刷四分色模式CMYK值為（86,0,72,40）、HSV色彩属性模式值為（130,86,60）。